# Dondi-Yurt
Dondi-Yurt és un museu privat, obert el 2008 a Urus Martan, a Txetxènia.
Fou fundat per l'atleta lluitador Adam Satuyev sense suport oficial, per conservar les peces al seu abast de la història i la cultura txetxenes. El nom deriva del mal nom de l'atleta, "Donda" i està situat a la part oest de la citat en un petit lloc d'entre 2.000 i 3.000 metres quadrats.
Entre les peces més importants les que fan referència a tendes i edificacions pròpiament del país, i una cambra d'objectes metàl·lics alguns d'ells de certa antiguitat i complexitat; com a curiositat les troballes d'ostres marines fetes a Txetxènia que donarien suport a la teoria de què la mar Negra i la mar Càspia van estar unides formant un sol mar que cobria el Caucas.
El museu té entrada lliure i gratuïta per tots els visitants i ha rebut el suport econòmic de Ramzan Kadírov.

## Galeria
|                    |                    |                    |
| Museu «Dondi-Yurt» | Museu «Dondi-Yurt» | Museu «Dondi-Yurt» |

|                    |                                    |                                    |
| Museu «Dondi-Yurt» | l'exposició del museu «Dondi-Yurt» | l'exposició del museu «Dondi-Yurt» |

|                                    |                                    |                                    |
| l'exposició del museu «Dondi-Yurt» | l'exposició del museu «Dondi-Yurt» | l'exposició del museu «Dondi-Yurt» |

|                                    |                                    |
| l'exposició del museu «Dondi-Yurt» | l'exposició del museu «Dondi-Yurt» |